# Rio Gârbăul Mic
O Rio Gârbăul Mic é um rio da Romênia, afluente do Gârbău, localizado no distrito de Braşov.